# Leitlinien für eine kinder- und jugendfreundliche Stadt
Die Leitlinien für eine kinder- und jugendfreundliche Stadt sind ein Katalog von Leitlinien und Maßnahmenvorschlägen für Berlin, die der Berliner Senat 1999 unter Mitwirkung des deutschen Instituts für Urbanistik erarbeitete. Die Leitlinien stellen einen Orientierungsrahmen für das Handeln von Politik und Verwaltung dar. Dem Berliner Senat zufolge sollten die Leitlinien eine geeignete Grundlage für Kinder- und Familienverträglichkeitsprüfungen bilden.
Das Abgeordnetenhaus von Berlin hatte 1997 den Berliner Senat aufgefordert, einen Kriterienkatalog der „Leitlinien für eine kinder- und jugendfreundliche Stadt“ und einen Vorschlag für ein verbindliches Verfahren zu erarbeiten. 1998, 1999 und 2002 wurden Zwischenberichte über die Umsetzung erstellt.
Die Leitlinien gliedern sich in drei Themengebiete
1. Interessenvertretung,
2. Wohnen, Stadt- und Verkehrsplanung,
3. Stadt als sozialer Ort.

Die Leitlinien trugen zur Konzeption des UNICEF-Jahres 1999 „Berlin – Hauptstadt für Kinder“ bei und sollen als eine der wesentlichen planerischen Grundlagen bei der Erstellung des Stadtentwicklungskonzeptes Berlin 2020 mit einfließen. Sie decken sich zu einem hohen Grad mit Inhalten der Agenda 21.  Ihre aktive Anwendung, Ergänzung und Fortschreibung ist als achtes von zehn Handlungszielen in der Lokalen Agenda 21 Berlin vorgesehen.